# Старомишастовскаја
Старомишастовскаја (рус. Старомышастовская) насељено је место руралног типа (станица) на југозападу европског дела Руске Федерације. Налази се у централном делу Краснодарске покрајине и административно припада њеном Динском рејону.
Према подацима националне статистичке службе РФ за 2010. станица је имала 10.610 становника и једно је од већих сеоских насеља у земљи.

## Географија
Станица Старомишастовскаја се налази у централном делу Краснодарске покрајине на неких 35 километара северно од покрајинског центра Краснодара, односно на око 20 км северозападно од рејонског центра, станице Динскаје. Село лежи у јужном делу Кубањско-приазовске степе на надморској висини од око 22 метра, и кроз њега протиче река Кочети, десна притока Кирпилија.

## Историја
Село Мишастовско основали су 1794. Кубањски Козаци и било је то једно од првих 40 козачких насеља на том делу Кубања. Након што се значајан део Козака из села одселио на нову локацију и основао ново насеље, Новомишастовскаја, село је 1823. променило име у садашњи назив.

## Демографија
Према подацима са пописа становништва 2010. у селу је живело 10.610 становника.
| 1959. | 1979. | 1989. | 2002.  | 2010.  |
| ----- | ----- | ----- | ------ | ------ |
| 7.526 | 9.445 | [ 1 ] | 10.489 | 10.610 |